# Amboade (Lugo)
Amboade es una entidad de población española actualmente despoblada, que forma parte de la parroquia de Vilar de Ortelle, del municipio de Pantón, en la provincia de Lugo, Galicia.

## Localización
Está situado en la parte alta de dichas tierras, entre A Casanova y As Areas. Pertenece a la comarca de Terra de Lemos y está integrado en el geodestino Ribeira Sacra.

## Toponimia
Cuenta Ramón Castro López, estudioso de la zona, que el nombre de este lugar era Evolati, en el siglo VIII. Isaac Rielo Carballo apunta que el término se debió a la corrupción de la palabra Odoario. Posteriormente se denominó Deuvoari y Emboade hasta que, desde el siglo XV, se recoge como Amboade. Así lo cita aludiendo como justificación a documentos existentes en los archivos de la Catedral de Lugo referidos a donaciones del rey Alfonso II.

## Historia
Aunque hoy en día solo quedan unas ruinas, en este lugar hubo una casa grande adosada al foso del Castro de Amboade. La casa es bien visible en la Fototeca del vuelo americano de 1956, albergando varias alas y hasta a tres familias. Tenía un gran patio central, bodega, pozo, fuente, establos y viviendas. La portada principal de la misma estaba orientada al sureste y hasta ella llegaba un camino que venía desde Rachelo.
El Catastro de la Ensenada indica que tenía seis varas de frente por seis de fondo. Su contribución era de seis reales y su propietario era José Guedella. Respecto a su linaje, Rielo indica que pasó a José Guedella Osorio y a su hermano Domingo, hidalgos desde 1715. También en ella vivió José Saavedra, originario de Ferreiroá (San Xulián de Eiré), que se casó con Manuela Díaz de Neira, de la Casa da Vila en San Vicente de Castillón. 
A mediados del siglo XX habitaba esta casa Josefa Saavedra, madre de Raimunda Losada Saavedra casada y residente entonces en Marce con Manuel de la Fuente Cortiñas. 
En los años 70 la casa sufrió un incendio cuyas devastadoras consecuencias pueden verse claramente en las fotos del vuelo interministerial de 1973. A partir de este momento la casa quedó en ruinas y a merced de saqueos. Por todo ello actualmente solo queda en pie la fachada de la bodega, y varias paredes del sótano y planta superior parcialmente tapadas por la maleza.